# سامسونگ اس‌جی‌اچ-تی۹۱۹
سامسونگ اس‌جی‌اچ-تی۹۱۹ یک‌نمونه از گوشی‌های تلفن همراه سری T شرکت سامسونگ می‌باشد  که توسط همین شرکت به بازار عرضه شده‌است.